# Röblitz
Röblitz ist eine Siedlung von Unterwellenborn im Landkreis Saalfeld-Rudolstadt in Thüringen.

## Geografie
Röblitz liegt im Weiratal (Orlasenke) nahe der Bundesstraße 281 etwa fünf Kilometer östlich von Saalfeld/Saale entfernt. Östlich des Ortes schließt dann die Gemarkung und der Ort Oberwellenborn an. Nördlich beginnt das Waldgebiet Uhlstädter Heide, ein gebirgiger Sandsteinstandort. In unmittelbarer Nähe bei Unterwellenborn führt auch die Bahnstrecke Saalfeld–Gera vorbei.

## Geschichte
Die urkundliche Ersterwähnung von Röblitz erfolgte am 10. März 1279.
Die romanische Kirche von 1572 wurde nach einem Brand 1640–53 wiederhergestellt.
Das bäuerlich geprägte Dorf unterlag dann der Entwicklung von Unterwellenborn. 1923 wurden Unterwellenborn und Röblitz vereint, aber 1951 entfiel dann der Doppelname. Heute gehen sie einen gemeinsamen Weg.